# ГЕС Пембелік
ГЕС Пембелік — гідроелектростанція на південному сході Туреччини. Знаходячись між ГЕС Özlüce (вище по течії) та ГЕС Сейрантепе, входить до складу каскаду на річці Peri Suyu Çayı, лівій притоці Мунзур-Чай, котра в свою чергу є правою притокою Мурату (лівий витік Євфрату).
У межах проекту річку перекрили греблею з ущільненого котком бетону висотою 88 метрів (від фундаменту, висота від дна річки — 75 метрів) та довжиною 500 метрів, яка потребувала 838 тис. м3 матеріалу. Вона утримує водосховище з об'ємом 358 млн м3 (корисний об'єм 206 млн м3), в якому припустиме коливання рівня у операційному режимі між позначками 1005 та 1026 метрів НРМ (у випадку повені останній показник може зростати до 1025 метрів НРМ).
Пригреблевий машинний зал обладнали двома турбінами типу Френсіс потужністю по 65,8 МВт, які при напорі у 70 метрів повинні забезпечувати виробництво 405 млн кВт-год електроенергії на рік.
Видача продукції відбувається по ЛЕП, розрахованій на роботу під напругою 154 кВ.